# 格雷奥利耶尔
格雷奥利耶尔（法語：Gréolières，法語發音：[ɡʁeɔljɛʁ]）是法国滨海阿尔卑斯省的一个市镇，属于格拉斯区。

## 地理
格雷奥利耶尔（43°47'45"N, 6°56'37"E）面积52.87 平方千米，位于法国普罗旺斯-阿尔卑斯-蓝色海岸大区滨海阿尔卑斯省，该省份为法国东南部沿海省份，南濒地中海，西南至瓦尔省，西北接上普罗旺斯阿尔卑斯省，北部和东部与意大利接壤。
与格雷奥利耶尔接壤的市镇（或旧市镇、城区）包括：艾格兰、昂东、锡皮耶尔、库尔姆、库尔瑟古勒、勒马、普罗旺斯地区拉罗克。

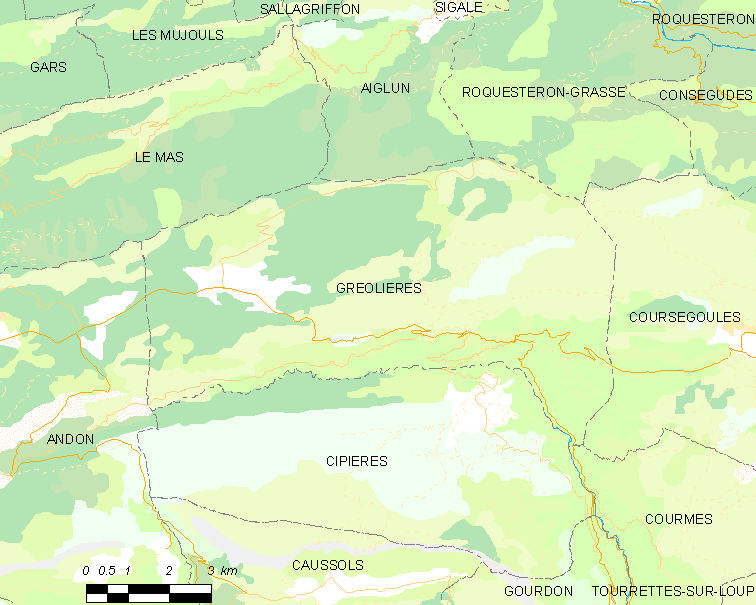
格雷奥利耶尔的OSM定位图

格雷奥利耶尔的时区为UTC+01:00、UTC+02:00（夏令时）。

## 行政
格雷奥利耶尔的邮政编码为06620，INSEE市镇编码为06070。

## 政治
格雷奥利耶尔所属的省级选区为瓦尔博讷县。

## 人口

1962-2008年间格雷奥利耶尔人口变化图示

格雷奥利耶尔于2022年1月1日时的人口数量为606人。